# Olga Zabelinskaja
Olga Sergejevna Zabelinskaja (Russisch: О́льга Серге́евна Забели́нская) (Leningrad, 10 mei 1980) is een geboren Russisch wielrenster, die vanaf medio 2018 de Oezbeekse nationaliteit heeft. Op de Olympische Spelen won ze tweemaal brons in 2012 en zilver in 2016.

## Carrière
Zabelinskaja werd als junior wereldkampioen tijdrijden in 1997 en werd als belofte Europees kampioen tijdrijden in 2002. Als elite behaalde ze etappezeges in de Ronde van Frankrijk voor vrouwen, Trophée d'Or en Tour de l'Aude en eindzeges in de Thüringen Rundfahrt en de Ronde van Costa Rica. Ze stond diverse keren op het podium van het Russisch kampioenschap tijdrijden; in 2012 en 2018 won ze de nationale titel. Ook behaalde ze medailles in tijdritten als de Chrono des Nations en de Chrono Champenois.

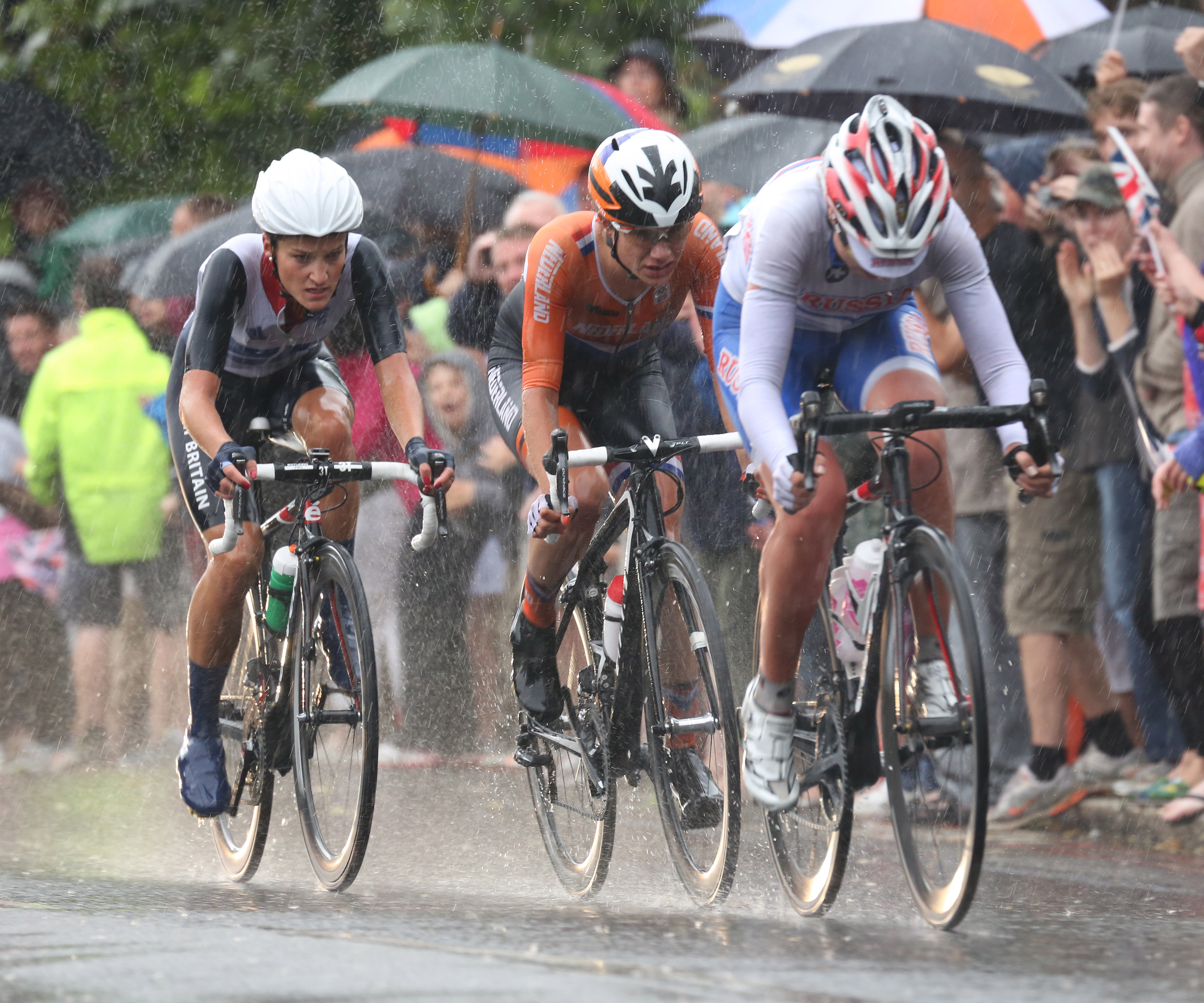
Zabelinskaja (voorop) won brons in de Olympische wegrit 2012 in Londen.

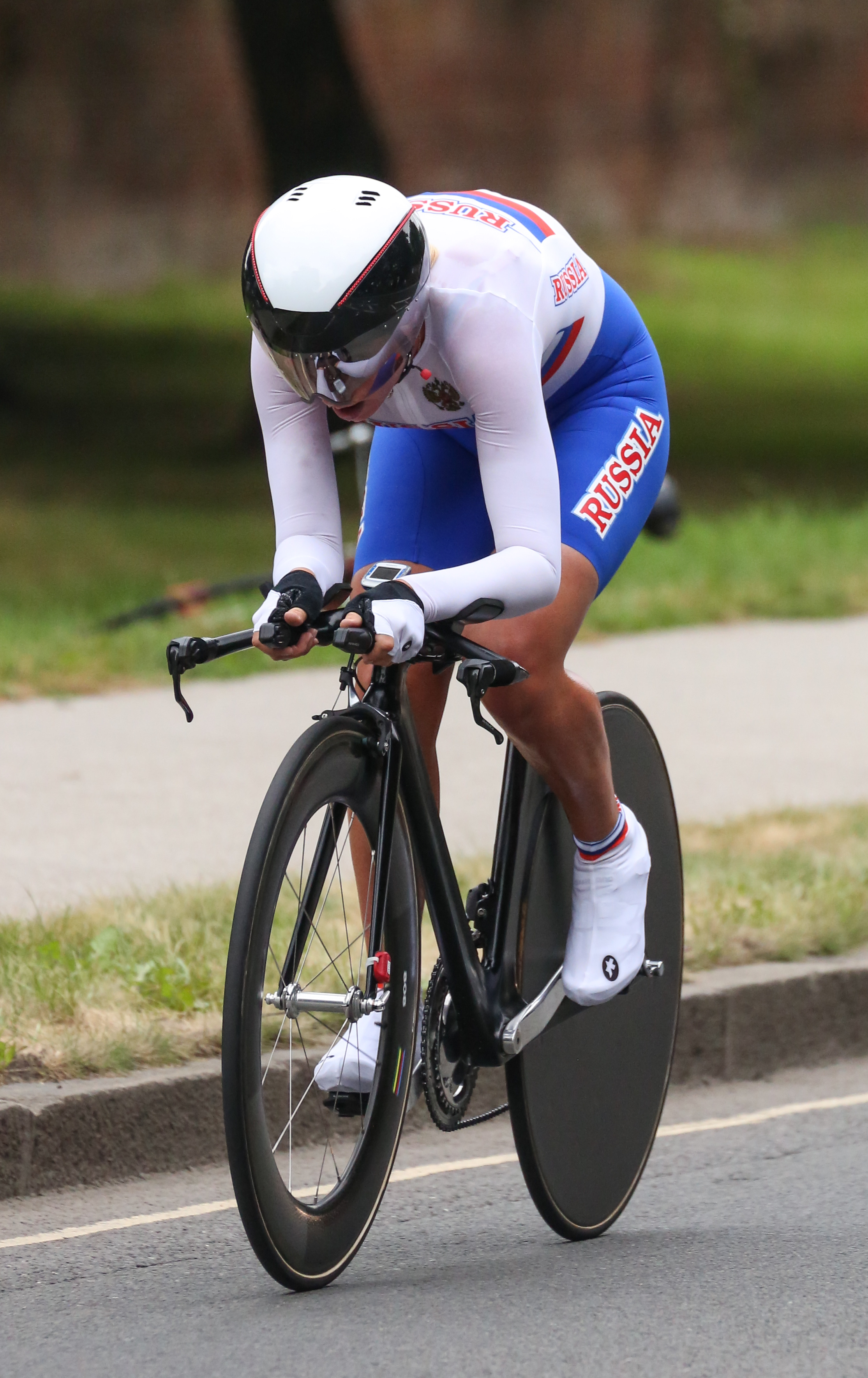
Ze won brons in de Olympische tijdrit 2012.

Zabelinskaja kwam uit voor Rusland bij de wegwedstrijd tijdens de Olympische Spelen in Londen in 2012. Ze behaalde hier een bronzen medaille achter winnares Marianne Vos en Elizabeth Armitstead. Ook in de individuele tijdrit won ze brons, achter winnares Kristin Armstrong en Judith Arndt.

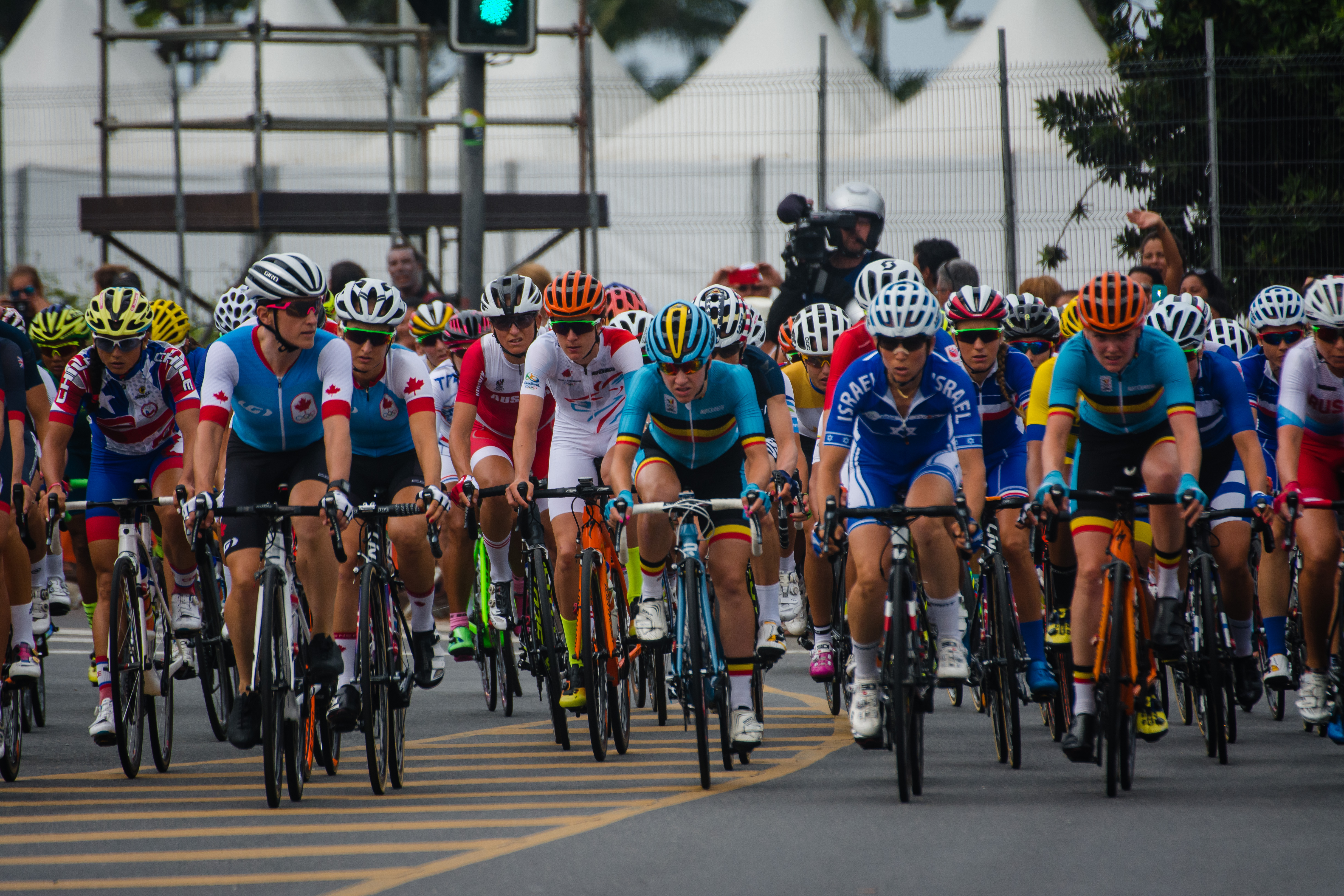
Zabelinskaja (uiterst rechts) in de Olympische wegrit 2016 in Rio de Janeiro.

In juni 2014 werd bekend dat Zabelinskaja eerder dat voorjaar positief testte op het hormoon octopamine. Zelf beweert ze dat ze destijds geen doping gebruikt kan hebben, omdat ze toen borstvoeding gaf aan haar jongste kind. Ze ging in februari 2016 akkoord met een schorsing van achttien maanden, die met terugwerkende kracht afliep in september 2015. Hierdoor kon ze wel deelnemen aan de Olympische Spelen in Rio de Janeiro, waar ze zilver won in de tijdrit, op zes seconden van Armstrong, die haar titel prolongeerde. Op 11 september won ze zilver in de tijdrit Chrono Champenois en vier dagen later won ze brons op het eerste Europees kampioenschap tijdrijden voor elite, 15 jaar na haar bronzen medaille bij de beloften. Eén maand later werd ze vierde met haar ploeg BePink in de ploegentijdrit en twee dagen later werd ze eveneens vierde in de individuele tijdrit op het WK 2016 in Doha, Qatar. In de wegwedstrijd werd ze gediskwalificeerd en uit koers gehaald vanwege een foutieve fietswissel.

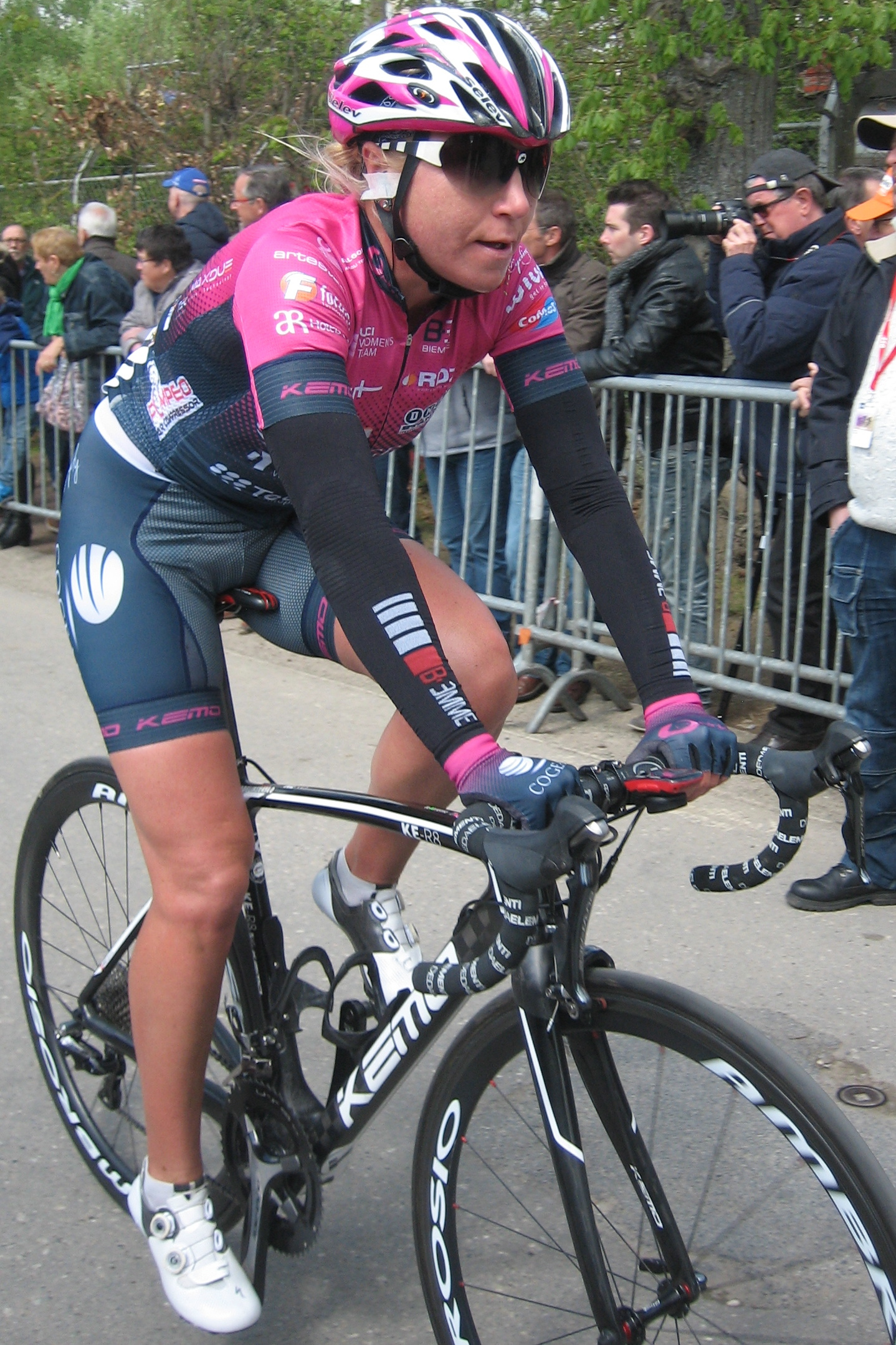
Namens BePink in de Waalse Pijl 2017.

Ondanks dat Zabelinskaja in 2016 akkoord ging met een schikking, kwam haar deelname aan de Olympische Spelen dat jaar alsnog bijna in gevaar, doordat Rusland in zijn geheel uitgesloten dreigde te worden vanwege een groot dopingschandaal. Om uitsluiting te voorkomen bij de volgende Spelen in 2020, stapte ze in augustus 2018 over naar de Oezbeekse nationaliteit. “Ik ben 99% zeker dat het onmogelijk wordt voor Russische atleten om deel te nemen aan de Olympische Spelen van Tokio”. Diezelfde maand mocht ze echter nog niet deelnemen aan de Aziatische Spelen 2018.

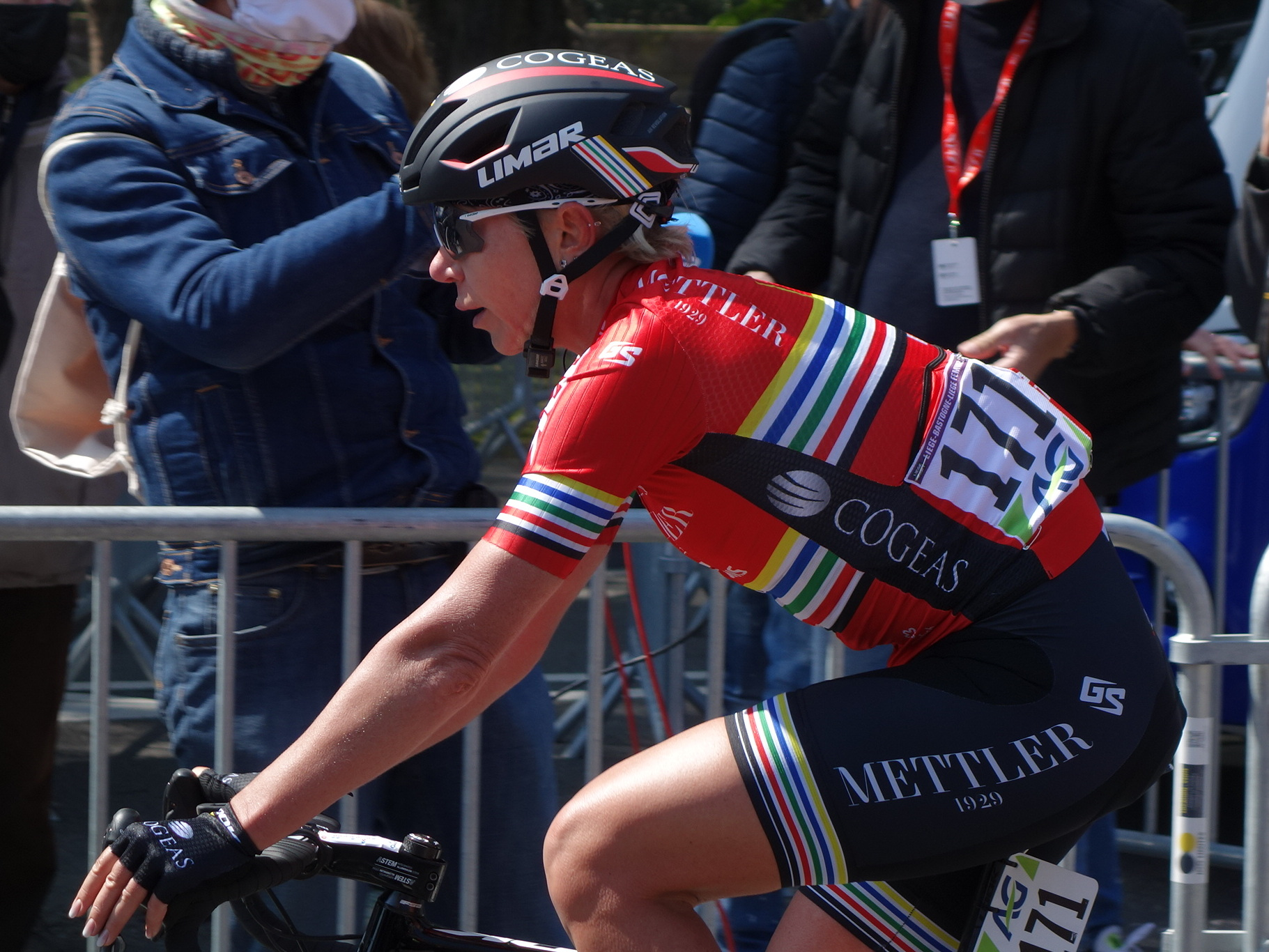
Zabelinskaja in de Aziatisch kampioenstrui.

## Privé
Zabelinskaja is een dochter van Sergej Soechoroetsjenkov, die op de Olympische Spelen in Moskou in 1980 een gouden medaille won, drie maanden na de geboorte van Zabelinskaja. Zij ontmoette haar vader voor het eerst op haar zestiende. Zij heeft drie kinderen. In de zomer woont zij in Sint-Petersburg en in de winter op Cyprus.

## Belangrijkste overwinningen
1997
 Wereldkampioene tijdrijden, junior
1998
 WK op de weg, junior
 WK tijdrijden, junior
 WK op de baan, puntenkoers, junior
2001
2e etappe Trophée d'Or
1e, 2e & 5e etappe Baltische Ronde
 EK tijdrijden, belofte
2002
 Europees kampioene tijdrijden, belofte
2003
1e & 9e etappe Ronde van Frankrijk
2006
7e etappe b Tour de l'Aude
2010
Eindklassement Ronde van Thüringen
 Russisch kampioenschap tijdrijden, Elite
2011
 Russisch kampioenschap tijdrijden, Elite
 Chrono des Nations
2012
 Russisch kampioene tijdrijden, Elite
 Olympische Spelen, wegrit
 Olympische Spelen, tijdrit
2014
2e etappe & Eindklassement Ronde van Costa Rica
Grand Prix GSB
Proloog Ronde van El Salvador
2e etappe Tour of Zhoushan Island
2016
2e etappe Thüringen Rundfahrt
 Olympische Spelen, tijdrit
 Chrono Champenois
 Europees kampioenschap, tijdrit
2017
 Europees kampioenschap op de weg
2018
 Russisch kampioene tijdrijden, Elite
Eindklassement Tour of Alanya
Proloog en 2e etappe
Eindklassement Women's Tour of Thailand
1e etappe (TTT)
3e etappe (ITT) Gracia Orlová
Ljubljana-Domzale-Ljubljana (ITT)
Chrono des Nations
 Chrono Champenois
2019
Aphrodite's Sanctuary Cycling Race, tijdrit
Aphrodite's Sanctuary Cycling Race, wegrit
 Aziatisch kampioen tijdrijden, Elite
 Aziatisch kampioen op de weg, Elite
2021
GP Germenica
GP Kayseri
2022
 Islamic Solidarity Games, wegrit
 Islamic Solidarity Games, tijdrit
2023
The Tour Oqtosh (ITT)
 Aziatisch kampioenschap ploegentijdrit (m/v), Elite
 Aziatisch kampioen tijdrijden, elite
 Aziatische Spelen, tijdrit
2024
 Aziatisch kampioen tijdrijden, elite

### Klassiekers en WK's
| Jaar | Ronde van Vlaanderen | Parijs-Roubaix | Amstel Gold Race | Luik-Bast.‑Luik | Chrono des Nations | Chrono Champenois | WK tijdrijden |  | WK op de weg |
| ---- | -------------------- | -------------- | ---------------- | --------------- | ------------------ | ----------------- | ------------- |  | ------------ |
| 2001 |                      |                |                  |                 |                    | Brons             |               |  |              |
| 2002 |                      |                |                  |                 |                    |                   | 20e           |  |              |
| 2003 |                      |                |                  |                 |                    |                   | 12e           |  | 5e           |
| 2004 | 33e                  |                |                  |                 |                    |                   |               |  |              |
| 2005 |                      |                |                  |                 |                    |                   |               |  | 47e          |
| 2006 | 20e                  |                |                  |                 |                    |                   |               |  |              |
| 2007 |                      |                |                  |                 |                    |                   |               |  |              |
| 2008 |                      |                |                  |                 |                    |                   |               |  |              |
| 2009 |                      |                |                  |                 |                    |                   |               |  |              |
| 2010 |                      |                |                  |                 |                    | Brons             | 20e           |  | 13e          |
| 2011 | 11e                  |                |                  |                 | ↑                  | 4e                | 16e           |  | 31e          |
| 2012 | 29e                  |                |                  |                 |                    | Brons             |               |  |              |
| 2013 |                      |                |                  |                 | 4e                 | 5e                | 7e            |  |              |
| 2014 | 31e                  |                |                  |                 |                    |                   |               |  |              |
| 2015 |                      |                |                  |                 |                    |                   |               |  |              |
| 2016 | 14e                  |                |                  |                 |                    | Zilver            | 4e            |  | opgave       |
| 2017 | 28e                  |                |                  | 8e              | 4e                 |                   | 23e           |  | 28e          |
| 2018 |                      |                |                  |                 | Goud               | Zilver            |               |  |              |
| 2019 |                      |                |                  |                 |                    | 7e                | 27e           |  |              |
| 2021 |                      |                | opgave           | 33e             |                    |                   |               |  |              |
| 2022 |                      | opgave         | 101e             |                 |                    |                   | 19e           |  | 44e          |
| 2023 |                      |                |                  |                 |                    |                   | 26e           |  | opgave       |

### Baanwielrennen
| Jaar       | / NK*        | AK                                                    | WK          | Overig                |
| Als junior | Als junior   | Als junior                                            | Als junior  | Als junior            |
| ---------- | ------------ | ----------------------------------------------------- | ----------- | --------------------- |
| 1997       |              |                                                       | puntenkoers |                       |
| 1998       |              |                                                       | puntenkoers |                       |
| Als elite  |              |                                                       |             |                       |
| 2017       | puntenkoers* |                                                       |             | WB Minsk: koppelkoers |
| 2018       |              |                                                       |             |                       |
| 2019       |              | puntenkoers, ind.achtervolging, · koppelkoers, omnium |             | WB Glasgow: omnium    |
| 2020       |              | puntenkoers**                                         |             |                       |

* Zabelinskaja kwam tot en met 2017 uit voor Rusland en vanaf 2018 voor Oezbekistan.
** De Aziatische kampioenschappen baanwielrennen 2020 werden vanwege de kwalificatie voor de Olympische Zomerspelen 2020 vervroegd van januari 2020 naar oktober 2019.

## Ploegen
- 2001 –  Carpe Diem-Itera
- 2002 –  Itera
- 2003 –  Velodames-Colnago
- 2004 –  Nürnberger Versicherung
- 2006 –  Fenixs-Colnago

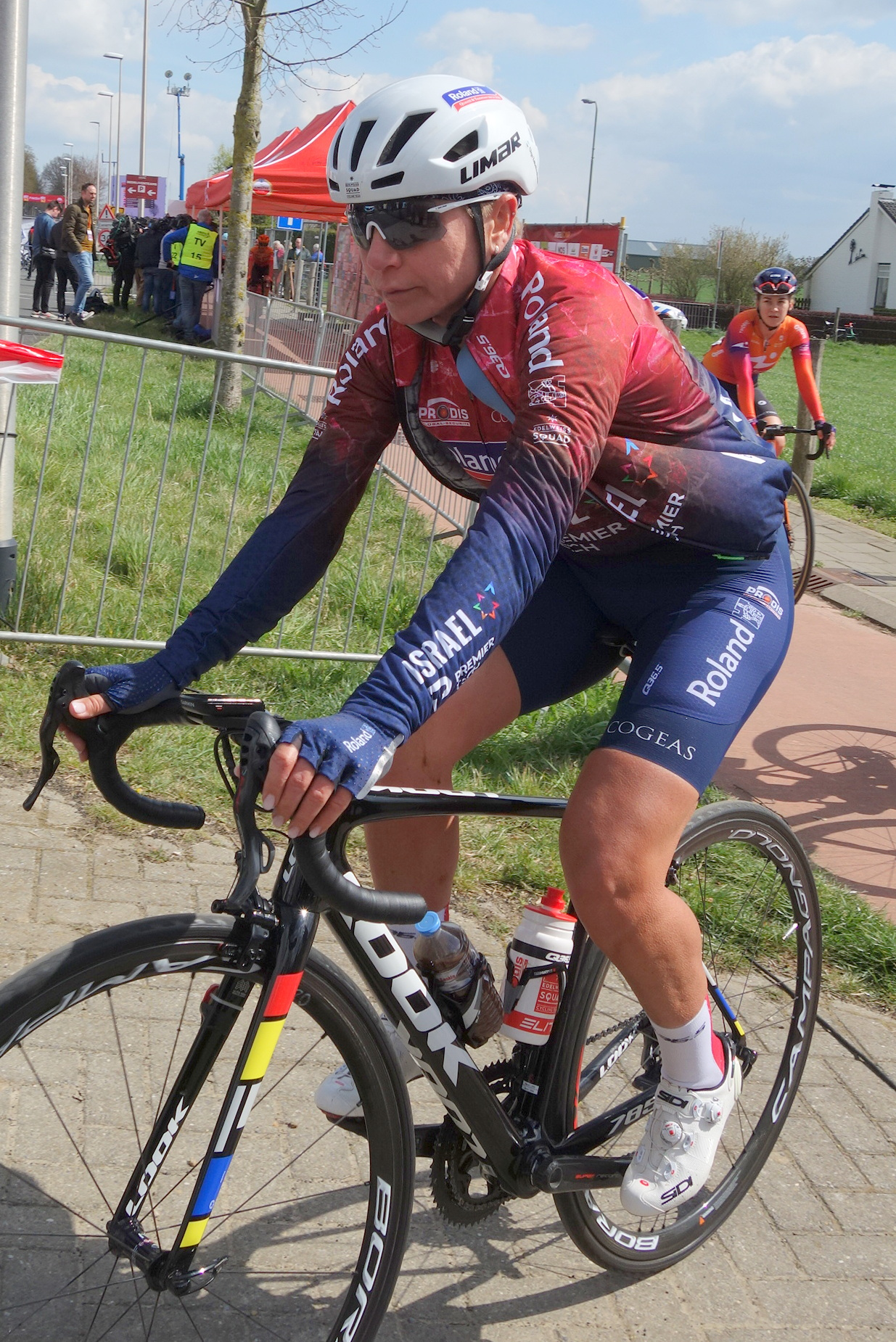
Zabelinskaya na de finish van de Amstel Gold Race 2022.

- 2010 –  Safi-Pasta Zara (vanaf 15 juni)
- 2011 –  Diadora-Pasta Zara
- 2012 –  RusVelo-Novikombank
- 2013 –  RusVelo
- 2014 –  RusVelo
- 2016 –  BePink (vanaf 15 maart)
- 2017 –  BePink-Cogeas
- 2018 –  Cogeas-Mettler
- 2019 –  Cogeas-Mettler
- 2020 –  Cogeas-Mettler
- 2021 –  Cogeas-Mettler
- 2022 –  Roland Cogeas Edelweiss Squad
- 2023 –  Tashkent City Women Cycling Team